# Lieve Verschuier

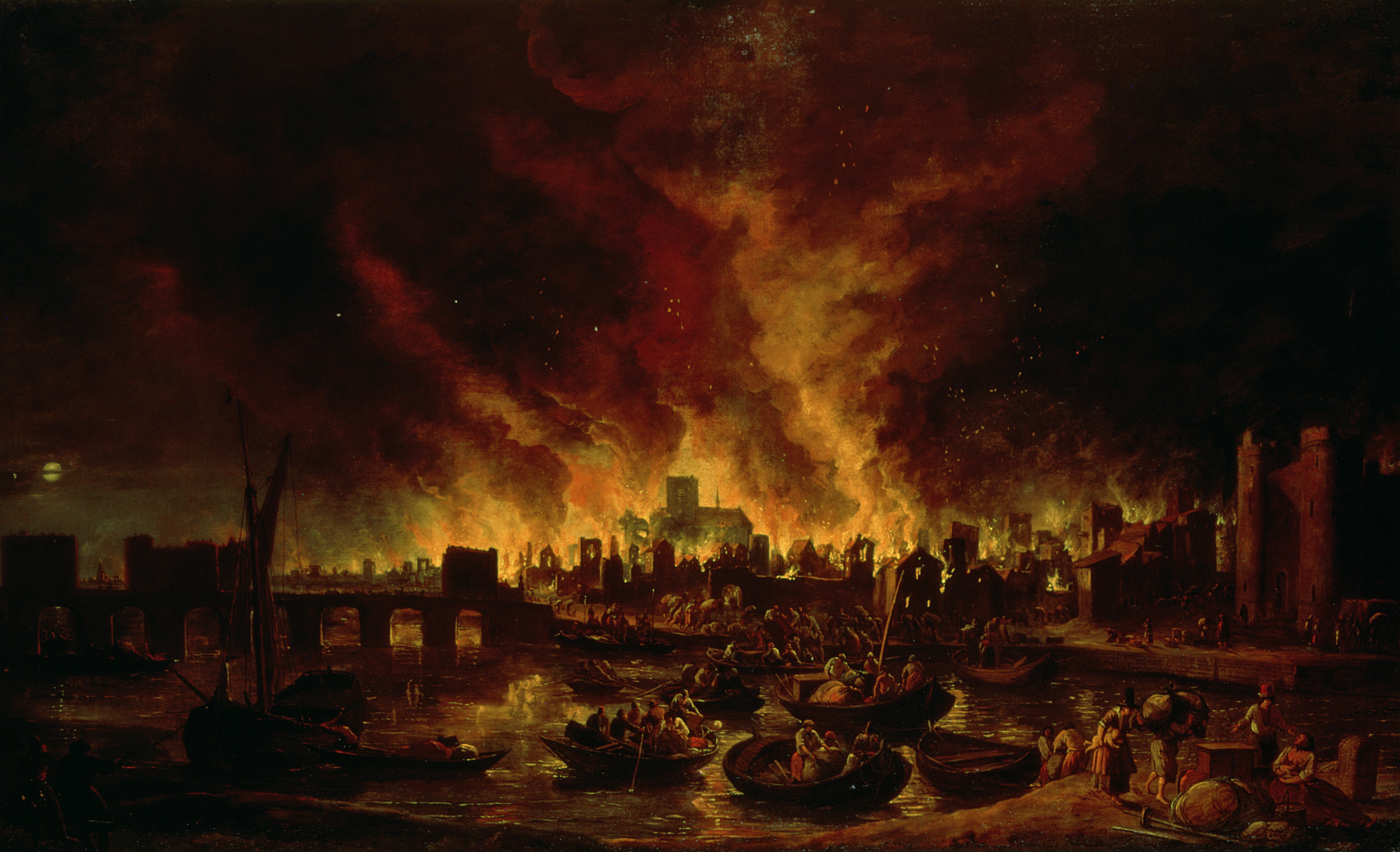
El gran incendio de Londres (1666), por Lieve Verschuier.

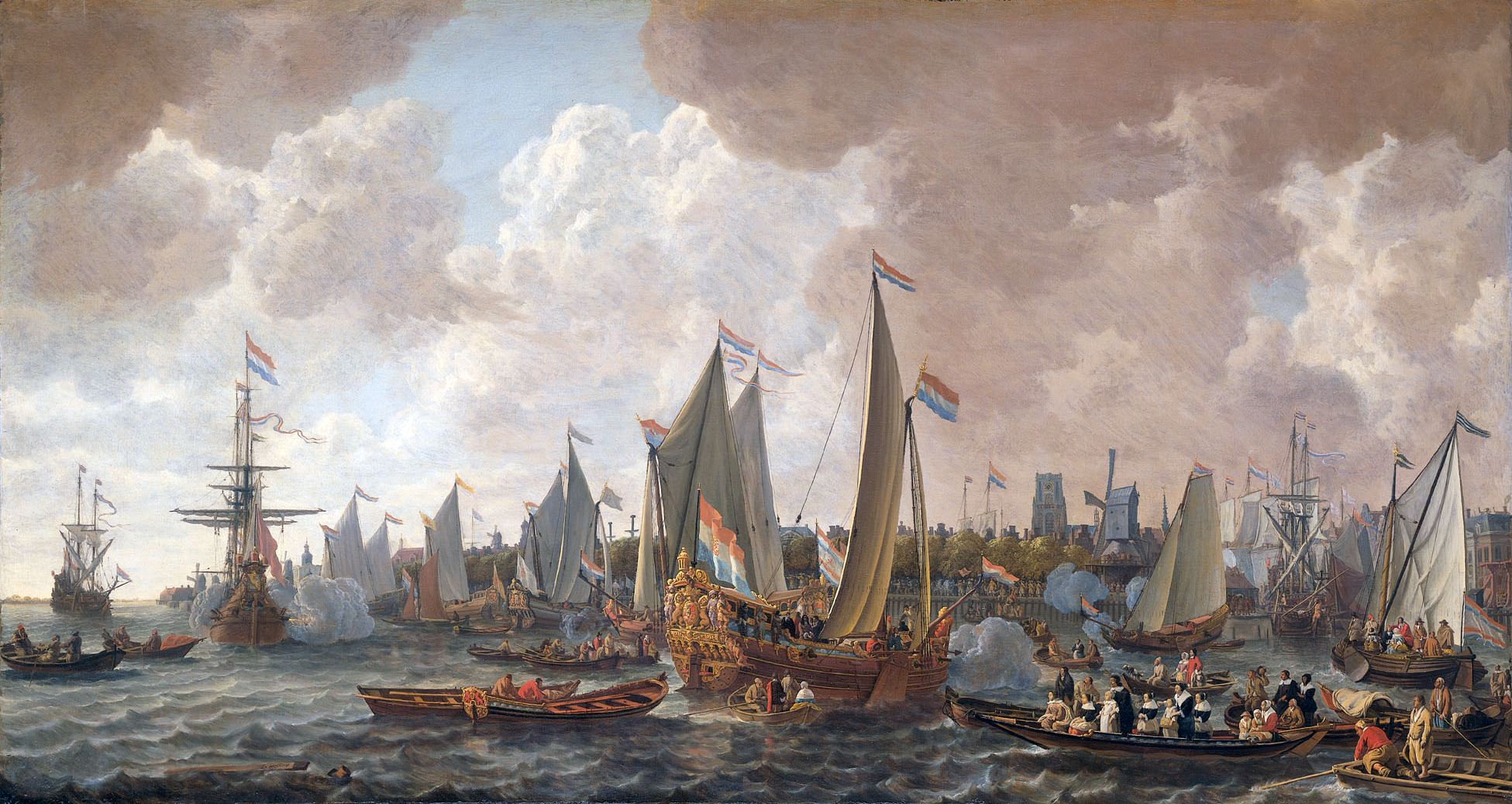
La llegada del rey Carlos II de Inglaterra a Róterdam el 24 de mayo de 1660, por Lieve Verschuier (1665).

Lieve Pietersz Verschuier (Róterdam, 1634 - Róterdam, 17 de diciembre de 1686) fue un pintor del Siglo de oro neerlandés especializado en temas marítimos.

## Biografía
Nacido en Róterdam y emparentado con un escultor de tallas de madera, su presencia en Ámsterdam está documentada en 1651 y se cree que aprendió el arte de la pintura con el maestro Simon de Vlieger. Pasados los veinte años, alrededor del año 1655, marchó a Roma y permaneció allí un tiempo con su amigo y colega Jan Vermeer van Utrecht, reforzando sus relaciones con Willem Drost y Johann Carl Loth. En Róterdam se casó el 24 de septiembre de 1656 con Catharina Akershoeck. Por entonces debió permanecer una temporada en Inglaterra, lo cual explicaría algunas pinturas suyas de asunto británico (en particular, el gran incendio de Londres de 1666). A su regreso a los Países Bajos en 1667 se estableció en Róterdam, donde compró una casa y se especializó en pintar temas marítimos todavía hoy muy cotizados y que reflejan aspectos ignorados del arte de la construcción naval (estuvo empleado como escultor y pintor durante seis meses de 1674 en el astillero del Almirantazgo), pero también pintó interiores de iglesia y paisajes y se conservan algunas acuarelas.

## Obras destacadas
- El gran cometa de 1680 sobre Róterdam
- El gran incendio de Londres (1666)
- La llegada del rey Carlos II de Inglaterra a Róterdam el 24 de mayo de 1660 (1665)
- Una acción de la Batalla de los cuatro días, del 1 al 4 de junio de 1666
- Una acción entre la flota holandesa y los piratas berberiscos (circa 1670).